# Филмографија Џенифер Лопез
Џенифер Лопез је америчка певачица и глумица која је током своје каријере, која траје четири деценије, глумила у више од тридесет пет играних филмова. Била је номинована за престижне награде, укључујући Златни глобус, награду Удружења филмских глумаца и Спирит награду. Џенифер је крајем деведесетих и почетком новог миленијума постала најплаћенија глумица латиноамеричког порекла у Холивуду и једна од најплаћенијих уопште, са хонорарима који су достизали 20 милиона долара по улози. Према проценама, њено богатство износи око 400 милиона долара, чиме се убраја у најбогатије глумице Холивуда.
Њена прва значајна ангажованост била је улога играчице у телевизијском шоу програму In Living Color 1992. године. Убрзо потом појавила се у две епизоде серије South Central, а затим и у ТВ филму Nurses on the Line: The Crash of Flight 7 (1993). Током исте године глумила је Мелинду Лопез у краткотрајној серији Second Chances и њеном наставку Hotel Malibu (1994), али ови пројекти нису стекли већу популарност.
Први запаженији успех остварила је 1995. године у филму Грегорија Наве Моја породица, за који је добила номинацију за Спирит награду у категорији најбоље споредне глумице. Њена улога у крими трилеру Воз пун лове из исте године, у којем је глумила са Веслијем Снајпсом и Вудијем Харелсоном, донела јој је већу медијску пажњу, мада филм није био комерцијално успешан. Џенифер је наставила да гради своју каријеру улогама у филмовима Џек у режији Франсиса Форда Кополе и Крв и вино Боба Раферсона из 1997. године.
Њена филмска каријера је доживела велики узлет 1997. када је добила главну улогу у биографском филму Селена, где је тумачила трагично преминулу певачицу Селену Квинтаниљу. Филм је био изузетно успешан и критички хваљен, а Џенифер је за своју улогу номинована за Златни глобус. Ова улога се често сматра прекретницом у њеној каријери. Истог периода, глумила је у авантуристичком трилеру Анаконда, који је био комерцијално успешан упркос оштрим критикама. Током 1998. године, Џенифер је остварила запажену улогу у филму Веома опасна романса режисера Стивена Содерберга, где је глумила уз Џорџа Клунија. Филм је добио позитивне критике и био успешан на биоскопским благајнама. Такође је исте године позајмила свој глас анимираном филму Мравци.
Психолошки трилер Ћелија из 2000. године, у ком је Лопез играла главну улогу, био је међу десет најбољих филмова те године према Роџеру Иберту. Филм је зарадио преко 100 милиона долара широм света и био први на домаћој биоскопској листи. Године 2001, Џенифер је глумила у романтичној комедији Непланирано венчање и драми Очи анђела, које су добиле мешовите критике. Са истовременим изласком филма Непланирано венчање и њеног другог албума J.Lo, постала је прва и једина уметница која је истовремено имала филм број један на америчким благајнама и албум број један на Billboard 200 листи.
Године 2002, играла је главну улогу у романтичној комедији Собарица и сенатор, која је зарадила преко 160 милиона долара широм света, иако су критике биле мешовите. Године 2003. и 2004. глумила је са тадашњим партнером Беном Афлеком у филмовима Жили и Девојка из Џерзија. Филм Gigli је сматран једним од најгорих филмова свих времена. Упркос томе, Џенифер је остала једна од највећих звезда на благајнама, глумећи у филму Јесте ли за плес? из 2004. са Ричардом Гиром, који је зарадио преко 170 милиона долара, и у романтичној комедији За све је крива свекрва (2005), која је такође била велики комерцијални успех. Након што је стекла значајну репутацију у Холивуду, Џенифер је почела озбиљније да се бави продукцијом. Филмови попут Краљ салсе и На граници из 2006. и 2007. били су њени први значајни продукцијски пројекти. Такође је била извршна продуценткиња ТВ серија South Beach и DanceLife, као и мини-серије Jennifer Lopez Presents: Como Ama una Mujer.
После рођења близанаца 2008. године, Џенифер је направила паузу у каријери. На велико платно вратила се 2010. године филмом План Б, који је дебитовао на другом месту на домаћој листи филмских хитова. Године 2012. покренула је талент шоу ¡Q'Viva! The Chosen и појавила се у комедији Имате ли знање за друго стање?, заједно са глумачком поставом који су чинили Камерон Дијаз, Елизабет Бенкс и Метју Морисон.
Следећа улога за Лопезову била је као ко-звезда уз Џејсона Стејтама у филму Parker из 2013. године, који је адаптиран из романа Flashfire Доналда Вестлејка. Њена улога је проширена током рада на пројекту, који је дебитовао на петом месту на домаћој листи биоскопских зарада током премијерног викенда, зарадивши преко 7 милиона долара и на крају зарадио више од 48,5 милиона долара широм света. Такође 2013. године, Џенифер је била кључна у продукцији телевизијске серије Фостери, радећи као ко-извршни продуцент на серији која је емитована пет сезона на мрежи Freeform. Године 2018, одобрен је спин-оф серије под називом Good Trouble, која је такође трајала пет сезона, до 2024. године, с Лопезовом као ко-извршним продуцентом. Серија Фостери је награђен наградом GLAAD Media Award за изузетну драмску серију на додели награда 2014. године, док је Џенифер добила награду GLAAD Vanguard Award. Обе серије биле су номиноване за награде GLAAD Media Awards и Teen Choice Awards током свог приказивања, док је серија Фостери такође освојила награду TCA Award за изузетна достигнућа у програмима за младе 2015. године.
Џенифер је 2015. године глумила у трилеру Дечко из комшилука, нискобуџетном филму који је био комерцијални успех, дебитујући на другом месту домаће биоскопске листе током викенда. Такође 2015. године, Џенифер је глумила са Виолом Дејвис у трилеру Лила и Ева и позајмила глас лику Луси Тучи у анимираном филму компаније DreamWorks Animation, Код куће. Она је снимила песму Feel the Light за саундтрек тог филма и позајмила глас за анимирани филм Ледено доба: Велики удар из 2016. године.
Џенифер је продуцирала и глумила у три сезоне криминалистичке серије Нијансе плаве на мрежи NBC. Џенифер је 2017. године освојила награду People's Choice Award за своју улогу детектива Харли Сантос у серији која је трајала три сезоне од 2016. до 2018. године. Џенифер је такође глумила у филму Други чин из 2018. године, који је досегнуо шесто место на домаћој листи биоскопских зарада, провевши три недеље у топ десет и на крају зарадио више од 72 милиона долара широм света. Џенифер је такође снимила песму Limitless, главну тему из филма Други чин, и режирала њен музички видео. Потом, Џенифер је продуцирала и глумила у филму Преваранткиње са Вол Стрита из 2019. године, за који је добила похвале за своју изведбу, која је номинована за Golden Globe, Screen Actors Guild и Film Independent Spirit Awards. Џенифер је такође добила награду Palm Springs International Film Festival Spotlight Award. Филм Преваранткиње са Вол Стрита је зарадио више од 157 милиона долара широм света. Године 2022. Џенифер је продуцирала и глумила у филму Ти си тај. Такође 2022. године, Џенифер је продуцирала и глумила у филму Венчање за умрети и била је тема документарца Halftime који је режирала Аманда Мичели за Нетфликс, који је досегнуо друго место широм света, прикупивши 27,25 милиона сати гледања током прве две недеље од премијере. У јуну 2021. Џенифер и Нетфликс су објавили вишегодишњи уговор, који је резултовао тиме да је филм Мајка постао најгледанији филм на Нетфликсу 2023. године.
Фебруара 2024. године, Џенифер је објавила албум и музички пројекат This Is Me... Now, који је укључивао филм This Is Me... Now: A Love Story. Џенифер је заједно са Метом Волтоном написала сценарио за филм и сама финансирала пројекат вредан 20 милиона долара, када је студио који је првобитно требало да дистрибуира филм одустао у последњем тренутку. Џенифер је сарађивала са режисером Дејвом Мајерсом, који је раније радио са Лопезовом на музичким спотовима за песме I'm Real, I'm Gonna Be Alright и All I Have. Филм је инспирисан животом Лопезове и приказан је ексклузивно на платформи Amazon Prime, где је позитивно прихваћен од стране критичара, укључујући Робија Колина који је филм назвао "невероватним поп-арт ремек-делом" у свом четворосвездичном рецензији за The Daily Telegraph, док је рецензија у Empire Magazine похвалила филмову смелост и искреност. This Is Me... Now: A Love Story је дебитовао на другом месту на глобалној листи филмова на Amazon Prime-у. Након тога, постао је најгледанији филм на платформи, достижући прво место у више од десетак земаља, укључујући Северну Америку. Документарни филм о стварању филма, под називом The Greatest Love Story Never Told, такође је постао хит на Prime-у, достижући топ десет широм света. Документарни филм је направљен у сарадњи са Artists Equity и укључује Бена Афлека, а започет је током предпродукције филма, након што је албум већ био снимљен. Специјални концертни наступ Лопезове, који је изводила песме са албума, касније је објављен на Apple TV+.
Џенифер Лопез је следеће глумила у научнофантастичном филму Atlas, који је објављен 25. маја 2024. године и постао најгледанији филм на Нетфликсу, достижући прво место у 67 земаља током првих 24 сата од премијере и 73 земље током првог викенда. Atlas је био седми најгледанији филм на Нетфликсу у 2024. години према броју прегледа, са 77,1 милиона прегледа, и четврти најгледанији филм према сатима гледања, са 154,2 милиона сати гледања. Филм је коштао извештених 100 милиона долара. Џенифер је за своју улогу као глумица и продуцент добила 16,5 милиона долара.. Настављајући са низом пројеката у 2024. години, она се појавила у режисерском дебиту Вилијама Голденберга, филму Unstoppable, који се заснива на животу аматерског рвача, Ентонија Роблеса. Филм је премијерно приказан на Филмском фестивалу у Торонту 2024. године, где је добио углавном позитивне критике, а Џенифер је похваљена за своју изведбу као Џуди Роблес, мајка Ентонија Роблеса. Дана 5. децембра Џенифер је добила награду IndieWire Maverick Award за своју изведбу у филму Unstoppable, док су Variety и Amazon Prime представили ретроспективу Лопезове каријере. Џенифер је награђена са Variety наградом за "Легенду и иноватора" на Palm Springs International Film Festival 2025. године, а награду јој је уручила њена колегиница из филма Собарица и сенатор, Рејф Фајнс. Unstoppable је приказан у одабраним биоскопима 6. децембра 2024. године, а приказиван је искључиво на Amazon Prime-у од 16. јануара 2025. године, где је достигла прво место у 31 земљи и топ десет у 51 земљи током првих 24 сата од премијере.
Џенифер је глумила у новој филмској адаптацији сценске представе из 1993. године Kiss of the Spider Woman, коју је режирао Бил Кондон, а премијерно је приказана на Филмском фестивалу у Санденсу 2025. године. Такође је најављен и развој новог анимираног филма Bob the Builder, који ће Џенифер продуцирати, а Антхони Рамос ће давати глас главном лику. Права за дистрибуцију су освојила Amazon MGM Studios након надметања у којем су учествовали Нетфликс и Skydance Productions. У 2025. години, Џенифер ће такође продуцирати и глумити у филму Office Romance, у којем ће са њом глумити Брет Голдстин.
Џенифер остаје једини глумац који је истовремено имао филм на првом месту на америчкој биоскопској листи и албум на првом месту Billboard 200 листе. Она је члан Producers Guild of America и производи филмове преко своје продукцијске куће Nuyorican Productions.

## Филм
| Означава филмове који још увек нису објављени | Означава филмове који још увек нису објављени |

| Година | Назив                                     | Улога                   | Напомена | Реф.            |
| ------ | ----------------------------------------- | ----------------------- | --- | --------------- |
| 1993.  | Nurses on the Line: The Crash of Flight 7 | Рози Ромеро             | | [ 62 ]          |
| 1995.  | Моја породица                             | Јанг Марија             | Номинован за Спирит награду за најбољу споредну женску улогу. Филм изабран за чување у Националном филмском регистру Сједињених Америчких Држава од стране Конгресне библиотеке за свој "културно, историјски или естетски значајан". | [ 63 ]          |
| 1995.  | Воз трезор                                | Грејс Сантијаго         | | [ 64 ]          |
| 1996.  | Џек                                       | госпођица Маркез        | | [ 65 ]          |
| 1997.  | Крв и вино                                | Габријела               | | [ 66 ]          |
| 1997.  | Селена                                    | Селена Квинтанила-Перез | Номинован за Златни глобус. Филм изабран за чување у Националном филмском регистру Сједињених Америчких Држава од стране Конгресне библиотеке за "културно, историјски или естетски значајан".                                        | [ 67 ]          |
| 1997.  | Анаконда                                  | Тери Флорес             | | [ 68 ]          |
| 1997.  | Потпуни заокрет                           | Грејс Макена            | | [ 69 ]          |
| 1998.  | Веома опасна романса                      | Карен Сиско             | | [ 70 ]          |
| 1998.  | Мравци                                    | Ацтекa                  | гласовна улога | [ 71 ]          |
| 2000.  | Ћелија                                    | Кетрин Дин              | | [ 72 ]          |
| 2001.  | Непланирано венчање                       | Мери Фиоре              | | [ 73 ]          |
| 2001.  | Очи анђела                                | Шерон Поуг              | | [ 74 ]          |
| 2002.  | Доста је                                  | Слим Хилер              | | [ 75 ]          |
| 2002.  | Собарица и сенатор                        | Мариса Вентура          | | [ 76 ]          |
| 2003.  | Жили                                      | Рики                    | | [ 77 ]          |
| 2004.  | Девојка из Џерзија                        | Гертруд Стенли          | | [ 78 ]          |
| 2004.  | Јесте ли за плес?                         | Паулина                 | | [ 79 ]          |
| 2005.  | За све је крива свекрва                   | Чарли                   | | [ 80 ]          |
| 2005.  | У сенци прошлости                         | Џин Гилкосон            | | [ 81 ]          |
| 2006.  | Краљ салсе                                | Пучи                    | такође продуцент | [ 82 ]          |
| 2007.  | На граници                                | Лорен                   | такође продуцент | [ 83 ]          |
| 2007.  | Manufacturing Dissent                     | себе                    | документарни филм | [ 84 ]          |
| 2007.  | Осети буку                                | себе                    | камео; такође продуцент | [ 85 ]          |
| 2010.  | План Б                                    | Зои                     | познат и под именом Резервни план | [ 86 ]          |
| 2012.  | Sellebrity                                | себе                    | документарни филм | [ 87 ]          |
| 2012.  | Имате ли знање за друго стање?            | Холи                    | | [ 88 ]          |
| 2012.  | Ледено доба 4: Померање континената       | Шира                    | гласовна улога | [ 89 ]          |
| 2013.  | Паркер                                    | Лесли Роџерс            | | [ 90 ]          |
| 2014.  | Jennifer Lopez: Dance Again               | себе                    | документарни филм; такође извршни продуцент | [ 91 ]          |
| 2015.  | Дечко из комшилука                        | Клер Петерсон           | такође продуцент | [ 92 ]          |
| 2015.  | Лила и Ив                                 | Ив                      | | [ 93 ]          |
| 2015.  | Код куће                                  | Луси                    | гласовна улога | [ 94 ]          |
| 2015.  | The Latin Explosion: A New America        | себе                    | документарни филм | [ 95 ]          |
| 2016.  | Ледено доба: Велики удар                  | Шира                    | гласовна улога | [ 96 ]          |
| 2017.  | Welcome to My Life                        | себе                    | документарни филм | [ 97 ]          |
| 2018.  | Други чин                                 | Маја Варгас             | такође продуцент | [ 98 ]          |
| 2019.  | Преваранткиње са Вол Стрита               | Рамона Вега             | такође продуцент Номинован за Златни глобус, Награду Гилдје филмских глумаца и независну Спирит награду | [ 99 ]          |
| 2019.  | Wonder Boy                                | себе                    | документарни филм | [ 100 ]         |
| 2022.  | Ти си тај                                 | Кет Валдес              | такође продуцент | [ 101 ] [ 102 ] |
| 2022.  | Jennifer Lopez: Halftime                  | себе                    | документарни филм |                 |
| 2022.  | Венчање за умрети                         | Дарси                   | такође продуцент | [ 103 ]         |
| 2023.  | Мајка                                     | мајка                   | такође продуцент | [ 104 ]         |
| 2024.  | This Is Me... Now: A Love Story           | уметница                | такође ко-сценариста и извршни продуцент | [ 105 ]         |
| 2024.  | The Greatest Love Story Never Told        | себе                    | документарни филм | [ 106 ]         |
| 2024.  | Atlas                                     | Атлас Шипхерд           | такође продуцент | [ 107 ]         |
| 2024.  | Unstoppable                               | Џуди Роблес             | | [ 108 ]         |
| 2025.  | Kiss of the Spider Woman                  | Аурора                  | | [ 109 ]         |

## Телевизија
| Година                      | Назив                                               | Улога                       | Напомена                                       | Реф.            |
| --------------------------- | --------------------------------------------------- | --------------------------- | ---------------------------------------------- | --------------- |
| 1991–1993.                  | In Living Color                                     | Fly Girl                    | 62 епизоде                                     | [ 110 ]         |
| 1993–1994.                  | Second Chances                                      | Мелинда Лопез               | 4 епизоде                                      | [ 9 ]           |
| 1994.                       | Hotel Malibu                                        | Мелинда Лопез               | 6 епизода                                      | [ 111 ]         |
| 1994.                       | South Central                                       | Лусил                       | 4 епизоде                                      | [ 112 ]         |
| 2000–2019.                  | Уживо суботом увече                                 | себе (домаћин/музички гост) | 4 епизоде                                      | [ 113 ] [ 114 ] |
| 2004–2018.                  | Вил и Грејс                                         | себе                        | 4 епизоде                                      | [ 115 ]         |
| 2006.                       | Саут Бич                                            | —                           | 8 епизода; само извршни продуцент              | [ 116 ]         |
| 2007.                       | DanceLife                                           | —                           | 8 епизода; извршни продецент и ко-сценариста   | [ 117 ]         |
| 2007.                       | Jennifer Lopez Presents: Como Ama una Mujer         | —                           | 5 епизода; executive producer and creator only | [ 118 ]         |
| 2010.                       | Како сам упознао вашу мајку                         | Anita Appleby               | Episode: "Of Course"                           | [ 119 ]         |
| 2011–2012. 2014–2016. 2021. | Амерички идол                                       | себе (судија)               | 170 епизода                                    | [ 120 ]         |
| 2011–2014.                  | South Beach Tow                                     | —                           | 87 епизода; само извршни продуцент             | [ 121 ]         |
| 2012.                       | Q'Viva! The Chosen                                  | себе                        | 12 епизода; такође извршни продуцент           | [ 122 ]         |
| 2013–2018.                  | Фостери                                             | —                           | 104 епизода; само извршни продуцент            | [ 123 ]         |
| 2015.                       | 43. додела Америчких музичких награда               | себе (домаћин)              | телевизијски специјал                          | [ 124 ]         |
| 2016–2018.                  | Нијансе плаве                                       | Harlee Santos               | 36 епизода; такође извршни продуцент           | [ 125 ]         |
| 2017–2020.                  | World of Dance                                      | себе (судија)               | такође извршни продуцент                       | [ 126 ]         |
| 2017.                       | One Voice Somos Live: A Concert for Disaster Relief | себе                        | телевизијски специјал                          |                 |
| 2019–2024.                  | Добра невоља                                        | —                           | само извршни продуцент                         | [ 127 ]         |
| 2020.                       | One World: Together at Home                         | себе                        | телевизијски специјал                          |                 |
| 2020.                       | Dear Class of 2020                                  | себе                        | веб телевизијски специјал                      | [ 128 ]         |
| 2022.                       | RuPaul's Drag Race                                  | себе                        | гостујуће појављивање                          | [ 129 ]         |

## Видео-игра
| Година | Наслов                                    | Гласовна улога | Реф.    |
| ------ | ----------------------------------------- | -------------- | ------- |
| 2012   | Ice Age: Continental Drift – Arctic Games | Шира           | [ 130 ] |